# Anamastigona matsakisi
Anamastigona matsakisi är en mångfotingart som beskrevs av Jean-Paul Mauriès och Karamaouna 1984. Anamastigona matsakisi ingår i släktet Anamastigona och familjen Anthroleucosomatidae. Inga underarter finns listade i Catalogue of Life.